# Президентські вибори у США 1912
Президентські вибори 1912 року проходили 5 листопада та відрізнялися запеклою боротьбою між трьома основними кандидатами, двоє з яких вже були президентами раніше. Президент Вільям Тафт був знову висунутий Республіканською партією за підтримки консервативного її крила. Колишній президент Теодор Рузвельт, який не отримав підтримки республіканців, скликав свою власну конвенцію та створив нову Прогресивну партію (прозвану «Партією лосів»). Нова партія висунула Рузвельта і, крім цього, висувала своїх кандидатів на локальних виборах у великих штатах. Демократ Вудро Вільсон був номінований своєю партією лише після 46-го голосування в гострій конкурентній боротьбі завдяки підтримці одного з демократичних лідерів Вільяма Браяна. На загальних виборах він значно випередив обох конкурентів, незважаючи на підтримку лише 42 % виборців, і став вперше президентом-демократом з 1892 року. Ці вибори досі є останніми в історії США, на яких було більш ніж два основні кандидати та кандидат від третьої партії зайняв друге місце.

## Вибори

### Контекст виборів

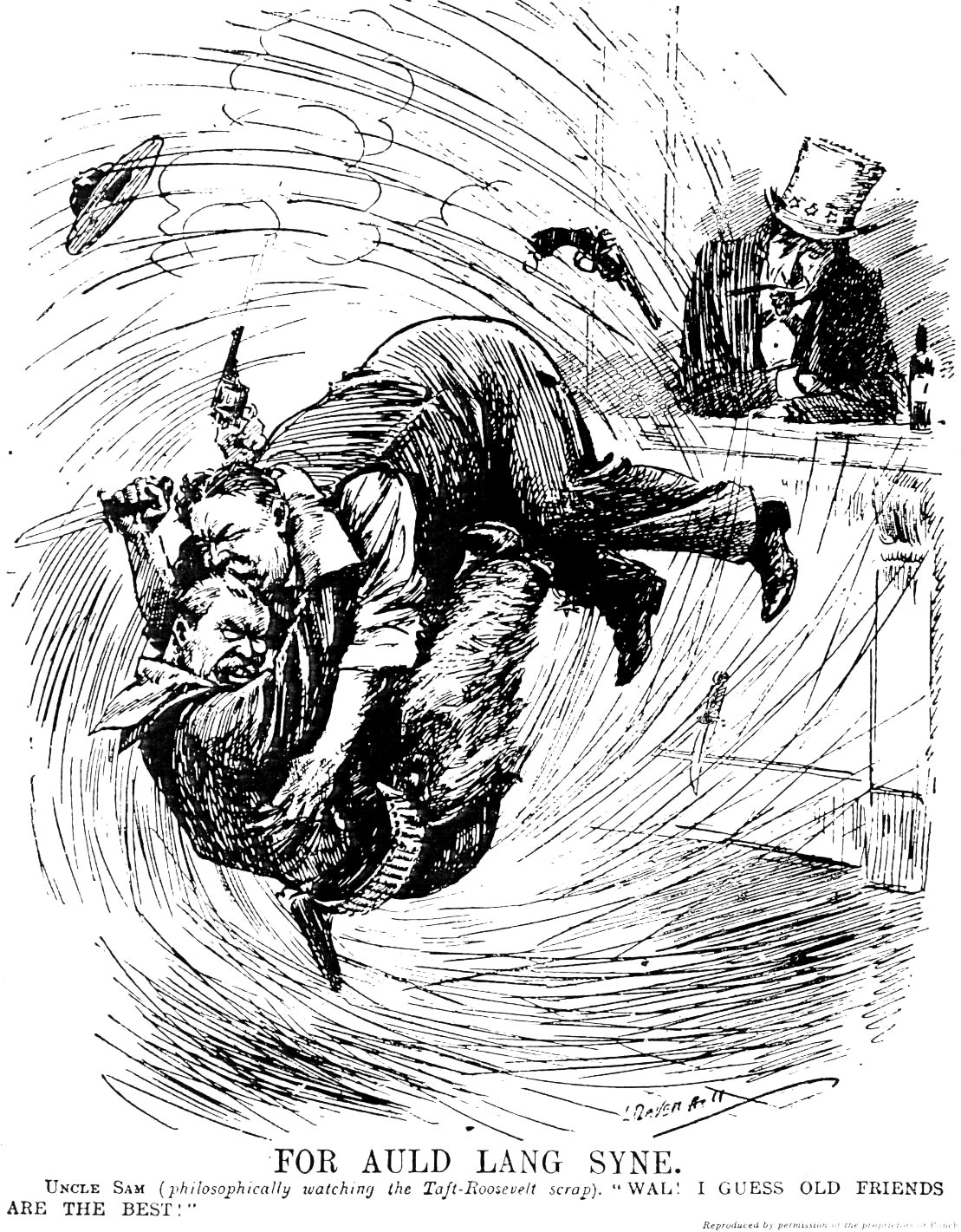
Боротьба Рузвельта з Тафтом на очах дядька Сема. Карикатура 1912 р.

На попередніх виборах президент Теодор Рузвельт відмовився від свого висунення, додержуючись сталої після Джорджа Вашингтона традиції не балотуватися на третій термін, і висунув свого близького друга Вільяма Тафта.
Однак, під час президентства Тафта між ними виникли істотні розбіжності. Рузвельт став лідером прогресивного крила серед республіканців, що виступали проти гегемонії судів та за обмеження на працевлаштування жінок, захист навколишнього середовища та профспілки. Тафт ж ідентифікувався з консервативним крилом, яке підтримувало бізнес та верховенство судів. Вже до 1910 році розкол серед республіканців став явним.

### Кампанія

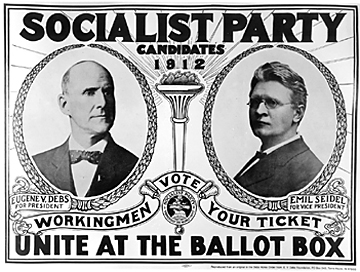
Соціаліст Юджин Дебс отримав на виборах 6 % голосів, найвище досягнення своєї партії в історії США.

Передвиборна кампанія 1912 року була виключно гострою. Крім цього, Джеймс Шерман, претендент у віце-президенти від республіканців, помер за тиждень до виборів, залишивши Тафта один на один з суперниками. Внаслідок виборів Вільсон отримав величезну перевагу над двома іншими конкурентами по числу виборників: 435 з 531.

### Результати

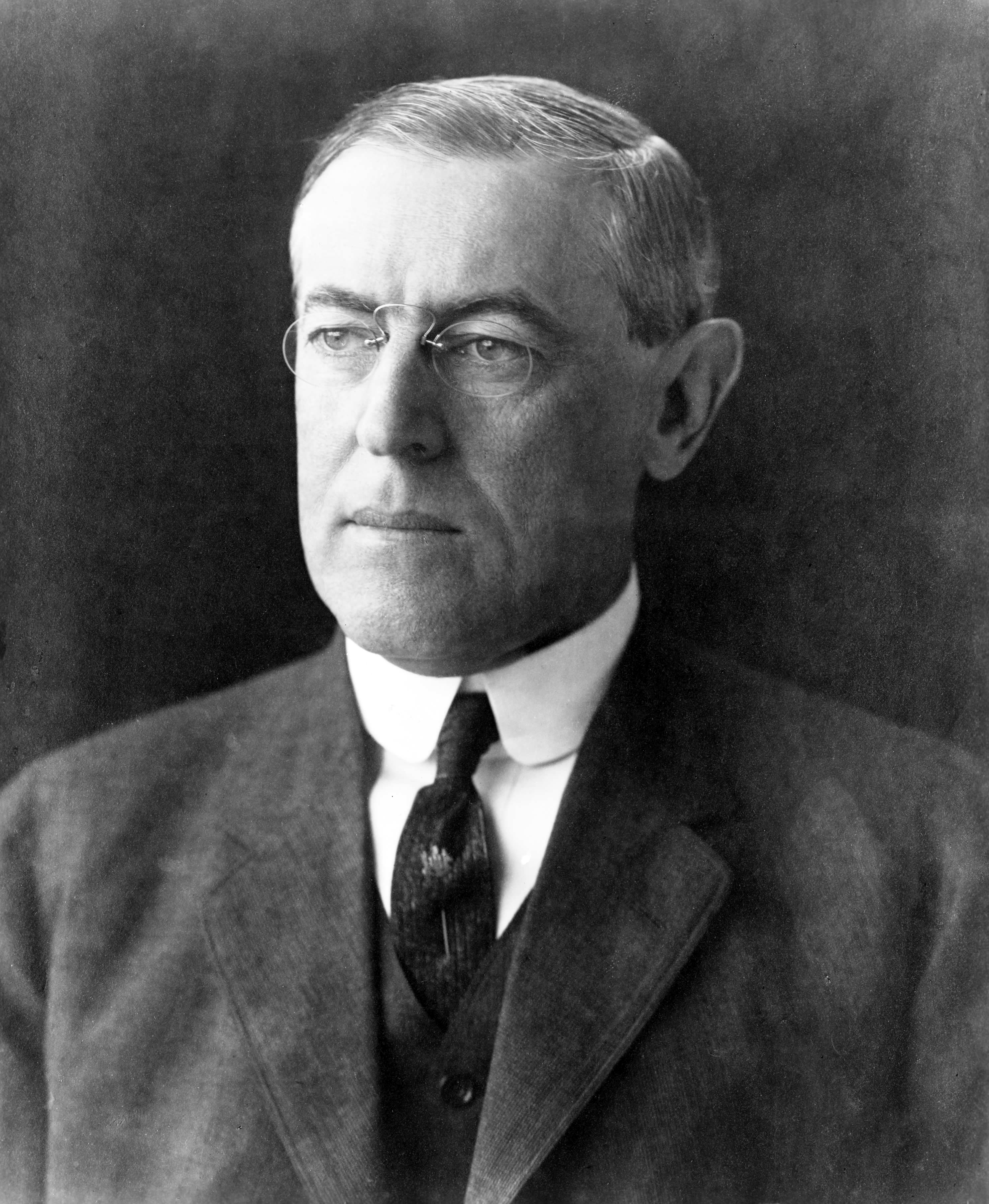
На виборах 1912 року Вудро Вільсон був обраний 28-м президентом США.

| Кандидат           | Партія                       | Виборці    | Виборці | Виборники |
| Кандидат           | Партія                       | Кількість  | %       | Виборники |
| ------------------ | ---------------------------- | ---------- | ------- | --------- |
| Вудро Вільсон      | Демократична партія          | 6 296 284  | 41,8 %  | 435       |
| Теодор Рузвельт    | Прогресивна партія           | 4 122 721  | 27,4 %  | 88        |
| Вільям Тафт        | Республіканська партія       | 3 486 242  | 23,2 %  | 8         |
| Юджин Віктор Дебс  | Соціалістична партія         | 901 551    | 6,0 %   | 0         |
| Юджин Вілдер Шафен | Прогібіціоністская партія    | 208 156    | 1,4 %   | 0         |
| Артур Елмер Реймер | Трудова соціалістична партія | 29 324     | 0,2 %   | 0         |
| інші               |                              | 4 556      | 0 %     | 0         |
| Всього             | Всього                       | 15 048 834 | 100 %   | 531       |